# Bierbaum (Lüdenscheid)
Bierbaum ist die Bezeichnung eines Stadtteils im statistischen Bezirk 10 (Bierbaum / Höh / Hellersen) der Kreisstadt Lüdenscheid im westlichen Sauerland, Nordrhein-Westfalen. Der Ortsteil und der statistische Bezirk liegen im Südosten des zusammenhängend bebauten Stadtgebietes und an der Grenze zum stark bewaldeten Außenbereich. Seit 2010 werden auch die südwestlich gelegenen Weiler Brenscheid sowie Homert und der Stadtteil Piepersloh mit zum statistischen Bezirk 10 (Bierbaum / Höh / Hellersen) gezählt.

## Geschichte

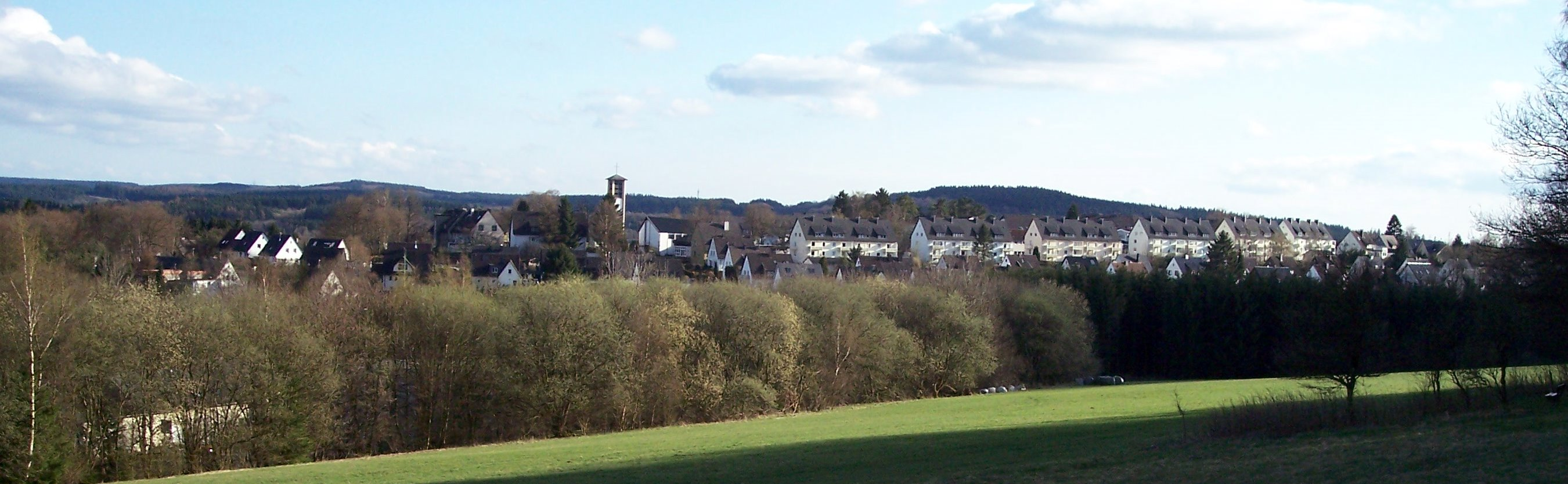
Bierbaum von Norden (Höh), im Hintergrund rechts die Homert

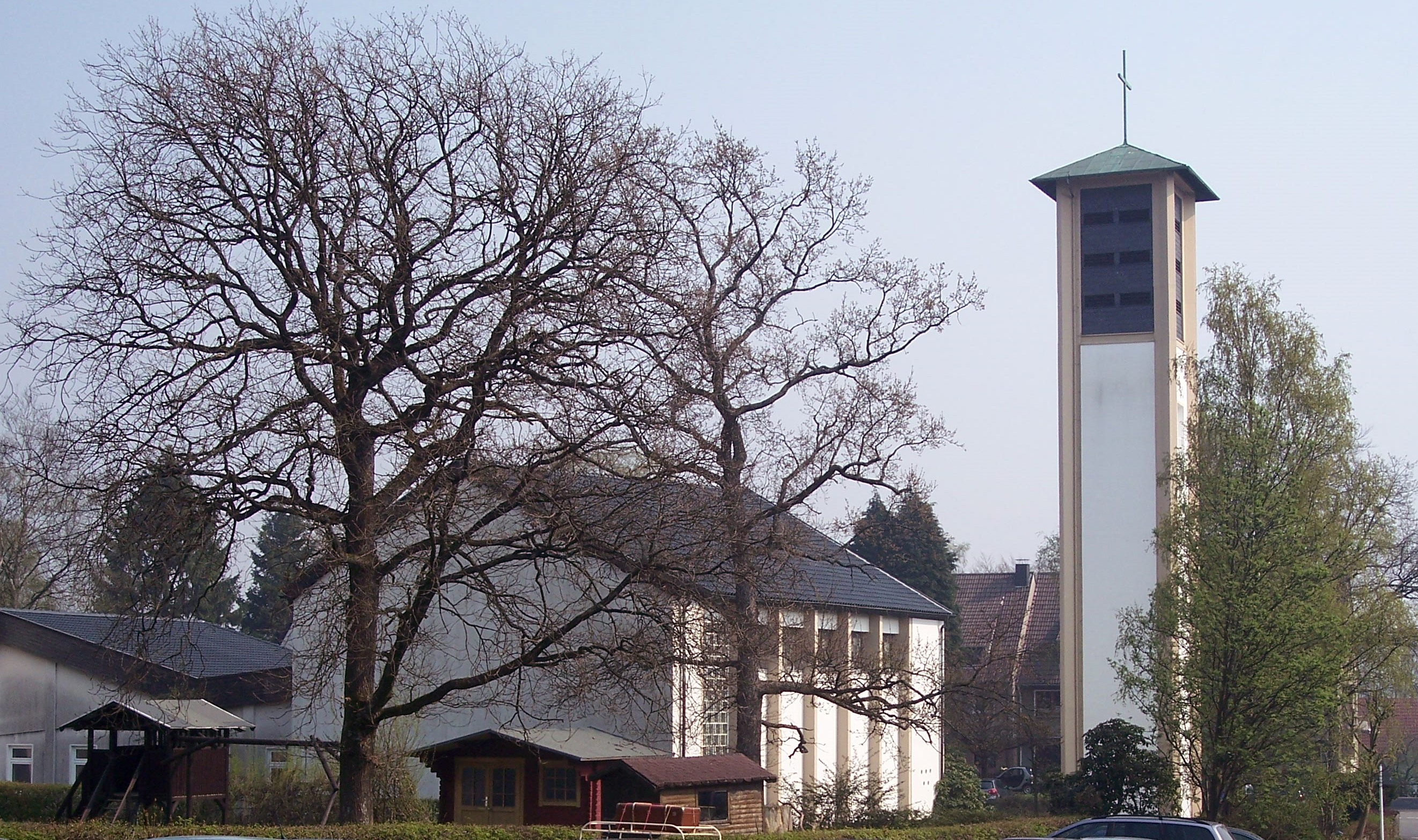
Apostelkirche Bierbaum von Westen

Der Ortsname entstand aus einem altertümlichen Wort für Schlagbaum/Hebebaum (Böerbaum).  Ein solcher befand sich bereits vor Jahrhunderten am alten Verbindungsweg von Lüdenscheid und Herscheid im heutigen Bereich Bierbaums. Die Kontrollstelle diente den Landesherren, den Grafen von der Mark zur Erhebung von Wegezöllen an der Weichbildgrenze von Lüdenscheid, welche unweit verlief. 1832 wurde eine regelmäßige Postkutschenverbindung von Lüdenscheid über Herscheid nach Plettenberg eingerichtet und 1846/1847 die heutige Herscheider Landstraße über etwa 15 km bis in den Nachbarort als Chaussee ausgebaut. Das heißt, es fand eine Befestigung nach den seinerzeit neuesten Erkenntnissen des Straßenbaus und eine Bepflanzung mit einer Allee statt. Bis zum Ersten Weltkrieg entwickelte sich in Bierbaum eine Straßensiedlung mit mehreren einzeln stehenden Wohngebäuden. Ferner wurde die Volksschule Bierbaum errichtet, deren Gebäude noch erhalten ist. Sie diente den umliegenden Höfen und Weilern in der Gemeinde Lüdenscheid-Land als Landschule. Heute befindet sich ein Lüdenscheider IT-Unternehmen in dem Gebäude der ehemaligen Volksschule Bierbaum.
Ab Oktober 1953 wurde auf dem Brutenberg nordwestlich des alten Bierbaum eine größere Siedlung gleichen Namens angelegt, welche heute hauptsächlich mit dem Ortsnamen in Verbindung gebracht wird. Während der Bauarbeiten entstand bereits die heutige Gemeinschaftsgrundschule Bierbaum. Im November 1959 folgte die evangelische Apostelkirche als Neubau, die fast direkt neben der Schule errichtet wurde. Bis 1961 wurde der Brutenberg fast vollständig bebaut. Bis 1969 war Bierbaum Bestandteil der Gemeinde Lüdenscheid-Land, Amt Lüdenscheid, und wurde dann mit dieser in die Stadt Lüdenscheid eingemeindet. Nach dem Bau der Bundesautobahn 45 durch das südliche Stadtgebiet wurde die Herscheider Landstraße zum Autobahnzubringer. Als Folge kam es Mitte der 1970er Jahre zu einem teils mehrspurigen Ausbau und zur Fällung der historischen Allee. Die Straßensiedlung Bierbaum blieb jedoch erhalten.

## Infrastruktur
Bereits mit der Anlage der Siedlung wurden auf der zentralen angerförmigen Fläche die evangelische Apostelkirche mit Gemeindezentrum und die Gemeinschaftsgrundschule Bierbaum errichtet. Mitte der 1950er Jahre folgte eine Turnhalle und 1973 der evangelische Kindergarten „Unterm Himmelszelt“. Eine kleine Platzanlage östlich vor dem Haupteingang der Kirche wurde mit mehreren Einzelhandelsgeschäften und gastronomischen Einrichtungen als Einkaufszentrum gestaltet, so dass die Siedlung Bierbaum die ersten Jahrzehnte ihres Bestehens ein Unterzentrum bildete. In den 1980er Jahren wurden ein Lebensmittelgeschäft, eine Gastwirtschaft und ein Friseur sowie ein Café jedoch geschlossen.
Die Gemeinschaftsgrundschule Bierbaum wurde 1991 bis 1993 komplett renoviert und durch einen neuen Verwaltungstrakt ergänzt. Mittlerweile ist sie eine Ganztagsschule geworden. Außerdem entstand auf dem Grundschulgelände eine neue Turnhalle, diese wird insbesondere vom Verein „TuS Bierbaum“ als Heimstatt genutzt. Zudem erhielt die Apostelkirche 1992 ein neues Gemeindehaus. Zwischen der Gemeinschaftsgrundschule Bierbaum und der Apostelkirche liegt der 1973 errichtete, evangelische Kindergarten „Unterm Himmelszelt“.

## Lage und Siedlungsstruktur
Die Siedlung Bierbaum befindet sich auf der regelmäßig längsovalen Kuppe des Brutenberges, welche weiter unterhalb an drei Seiten teils steil zum oberen Elspetal und dem Räther-Siepen abfällt. Lediglich zur hier auf einem Höhensattel verlaufenden Herscheider Landstraße läuft die Kuppe verhältnismäßig flach aus; hier befindet sich auch die Straßenzufahrt zur Siedlung. Diese besitzt nicht nur wegen ihrer ursprünglich von der Kernstadt isolierten Lage die Struktur einer Gartenstadt, auch die städtebauliche Binnengliederung entspricht einer solchen. Eine zentrale angerförmige Fläche auf der Bergkuppe wird von den öffentlichen Bauten eingenommen und von einem Ring zweigeschossiger Mietshäuser umgeben. Weiter außen schließen sich weitere ringförmige Straßen mit Siedlungs- und Einfamilienhäusern auf großen Gartengrundstücken an. Abgesehen vom Zufahrtsbereich von der Herscheider Landstraße besteht ein allseitiger Waldgürtel an den unteren Berghängen an. In der umgebenden Landschaft ist oft nur der Turm der Apostelkirche  als attraktive Landmarke zu erkennen.

## Sportverein
Der TuS Bierbaum 1953 e. V. ist der Sportverein des Lüdenscheider Stadtteils Bierbaum. Der 1953 gegründete Verein bietet ein breitgefächertes Sportangebot.

## Verkehrsanbindung

### Bahnverkehr
Die nächstliegenden Bahnhöfe sind der Bahnhof Lüdenscheid und der Bahnhof Brügge (Westfalen). Beide sind per Auto oder Bus in wenigen Fahrminuten gut erreichbar.

### Busverkehr
Die Anbindung des Stadtteils an den öffentlichen Personennahverkehr erfolgt durch die Buslinien 51, 52, 54, 252 (Wanderbuslinie an Sonntagen), 254 (Schulbuslinie) und N7 (Nachtbuslinie) der Märkischen Verkehrsgesellschaft (MVG).
Wichtige Bushaltestellen des Stadtteils sind: „Am Brutenberg“, „Apostelkirche“, „Bierbaum“, „Abzw. Bierbaum“ und „Schule Bierbaum“.

### Straßenverkehr
Die Anbindung an das Bundesautobahnnetz erfolgt über die in Piepersloh gelegene Abfahrt Nr. 15 Lüdenscheid-Süd der A 45. Diese führt Richtung Norden nach Hagen und Dortmund sowie in Richtung Süden nach Siegen, Wetzlar, Gießen und Frankfurt am Main. Weitere Alternativanschlussstellen sind die Abfahrten Nr. 13 Lüdenscheid-Nord und Nr. 14 Lüdenscheid der Bundesautobahn A 45. Auch die Bundesstraße 229 liegt in der Nähe vom Bierbaum und ist gut erreichbar. Parkplätze innerhalb vom Bierbaum sichern den Autofahrern Parkmöglichkeiten zu.